# Дмитро Гуня
Дмитро Гуня (невідомо) — один з керівників козацьких повстань в Україні 1630-х років проти уряду Речі Посполитої, козацький гетьман (1637, 1638), кошовий отаман 1640 року.

## Життєпис
Походив, ймовірно, з руської козацької родини Київщини. Подробиці біографії Гуні маловідомі. На початку 30-х років XVII ст. очолював козацькі виправи проти Османської імперії та Кримського ханства.
У 1637 р. брав участь у повстанні під проводом Павла Павлюка, зокрема, весною був обраний полковником війська повсталих козаків. Після поразки під Кумейками (6 грудня 1637 р.) і полону Павлюка, Гуня, захопивши артилерію Речі Посполитої, на чолі козацького загону прорвався на Запоріжжя. Зокрема, після того, як Павлюк та Скидан покинули табір для збору підкріплення, Гуня очолив оборону табору. Після невдалої битви Гуня повів своїх козаків до Боровиці (поблизу Черкас), де з'єднався з повстанцями Павлюка.
У січні 1638 р. Дмитра Гуню запорожці обрали кошовим отаманом. При цьому він вживав титул «гетьман військ Його Королівської Милості».
На початку 1638 року запорожці, очолені Гунею, розгромили каральний загін ротмістра Мелецького, надісланий командуванням Речі Посполитої для знищення Запорозької Січі.
Гуня розіслав посольства з проханням про допомогу до кримського хана (або калги-султана 26 лютого) і на Дон. Навесні 1638 року приєднався до селянсько-козацького повстання під проводом Карпа Скидана і Якова Острянина. В другій половині березня повстанці на чолі з Острянином, Скиданом та Гунею вирушили із Запоріжжя з метою захопити переправи через Дніпро. Дмитро очолив флотилію, яка пішла вгору по Дніпру. Розгромивши окремі гарнізони Речі Посполитої, козаки взяли під свій контроль русло Дніпра від Кременчука до Трипілля (переправи у Кременчуку, Максимівці, Бужині, Чигирині-Діброві). Після битви під Лубнами загони очолювані Гунею приєдналися до основних сил козацького війська.
Після невдалого бою під Жовнином частина повстанців на чолі з Яковом Острянином, вважаючи, що повстання зазнало невдачі, відступила на Слобідську Україну. Козаки, що залишилися (близько 20 тис.), боролися далі, обравши гетьманом Гуню. Вони відійшли до гирла Сули, де у місці впадіння річки Старець збудували табір. В ньому з червня до 28 серпня (7 серпня) 1638 оточені козаки, страждаючи від виснаження, нестачі харчів та фуражу, кілька тижнів запекло відбивали штурми військ Миколая Потоцького-«Ведмежої лапи» та Яреми Вишневецького. Ватажки коронного війська відхилили пропозицію Гуні про укладення перемир'я.
Наприкінці липня до табору Гуні пробилося з Запоріжжя підкріплення під приводом полковника Філоненка, що однак не змінило загального становища козаків. Філоненко віз човнами вгору Дніпром провіант та інші припаси, які могли змінити ситуацію на користь козаків, бо військо Речі Посполитої теж потерпало від нестачі харчів та бойових припасів. Частина козаків Філоненка йшла суходолом. Але поляки вчасно помітили транспорт і обстріляли його з берега з гармат; водночас кіннота Речі Посполитої атакувала загін, що йшов берегом. Майже всі припаси були потоплені. Більша частина козаків врятувалася та з порожніми руками пробилася до табору. Але збільшення кількості людей в оточенні загострило голод у козацькому війську. Розуміючи безперспективність подальшого опору, частина старшини вирішила почати переговори про здачу. Побоюючись зради, Гуня на чолі невеликого загону в ніч на 28 липня 1638 р. прорвався з оточеного табору на Запоріжжя. Позбавлені допомоги ззовні й, відчуваючи гостру нестачу харчів, повстанці змушені були капітулювати. Ось як характеризує його дії історик Михайло Грушевський:
|  | Се відступлення з-під Жовнина і оборона на Старці-Дніпрі записали Гуню на вічні часи поміж найславнішими проводирями козацькими. |

Навесні 1640 р. Гуня керував спільним походом донських і запорозьких козаків проти Османської імперії.

Проте, деякі джерела твердять, що Гуня загинув разом із багатьма воїнами свого війська у битві біля річки Старець у 1638 році

|  | Польский стан достался победителям со всем, что в нем было, с артиллериею и запасами всякого рода; тогда козаки отправили благодарственный молебен, и приступили к погребению погибших, и соотечественников и врагов. Сочтено было убитых Поляков 11317; Козачих трупов похоронено было 4727, а в том числе и Гуня. |

Подальша його доля невідома.

## Вшанування пам'яті
У місті Черкаси існує провулок Дмитра Гуні.
У місті Львів є вулиця Дмитра Гуні.
У місті Хмельницький провулок Валі Котика перейменували на провулок Дмитра Гуні.
У місті Дніпро провулок Лемешева перейменували на провулок Дмитра Гуні.